# Pholcomma hirsutum
Pholcomma hirsutum är en spindelart som beskrevs av James Henry Emerton 1882. Pholcomma hirsutum ingår i släktet Pholcomma och familjen klotspindlar. Inga underarter finns listade i Catalogue of Life.